# Bouche de Sauron
La Bouche de Sauron est un personnage du légendaire de l'écrivain britannique J. R. R. Tolkien, apparaissant dans Le Seigneur des anneaux. 

## Histoire
La Bouche de Sauron était à l'origine un Númenóréen noir, par conséquent un Homme, et il descendait de ceux qui vénéraient Sauron à Númenor et qui s'enfuirent au pays d'Harad avant la submersion de l'île par Eru Ilúvatar.
Il se mit au service de Sauron et apprit la sorcellerie. Rapidement, il grandit dans son estime et devint le lieutenant de la Tour Sombre. C'était bien un homme perfide, qui utilisait mensonges et tromperies. Il avait trahi ses semblables pour se mettre au service du mal. Son véritable nom est inconnu.
Lors de la guerre de l'Anneau, la Bouche de Sauron servit de messager et de héraut et on l'envoya à la Porte Noire traiter avec Aragorn et les autres soldats du Gondor. La Bouche de Sauron mentit en faisant croire que Frodon était prisonnier à Barad-dur et comme preuve, le messager lui montra la cotte de mithril de Frodon que des Orques avaient dérobées durant l'emprisonnement du Hobbit à la Tour de Cirith Ungol. Ceci est un mensonge car Frodon s'échappe de la Tour grâce à Sam Gamegie et l'Ennemi n'a pas le temps de mettre la main sur le précieux Hobbit. La Bouche de Sauron promit la libération de Frodon mais donna des conditions : le royaume de Gondor et tout l'Est du fleuve Auduin appartiendrait à Sauron et les royaumes de Rohan, la Lothlorien et d'autres royaumes devront prêter allégeance à Sauron et payer un tribut. Si Sauron avait vaincu les armées des peuples libres, la Bouche de Sauron aurait régné sur l'Ouest vaincu depuis Isengard, y remplaçant Saroumane.
Aragorn et Gandalf n'acceptent pas les conditions sous prétexte qu'ils ne veulent pas traiter avec Sauron, car il est perfide et traitre et qu'il ne remplirait pas sa promesse. La Bouche de Sauron se met en colère mais effrayé par les soldats du Gondor, elle rejoint les armées du Mordor.
On peut penser que la Bouche de Sauron est morte durant la chute de Sauron.

## Adaptations
Dans la version longue du troisième volet de l'adaptation cinématographique du Seigneur des anneaux de Peter Jackson, la Bouche de Sauron (interprétée par Bruce Spence) montre la veste de mithril de Frodon et fait croire que celui-ci est mort. Aragorn, pris de colère, le décapite devant la Porte Noire. 
La Bouche de Sauron apparaît dans le jeu PC La Bataille pour la Terre du Milieu II, dans la faction du Mordor, et également dans le jeu L'âge des conquêtes.
Il apparaît aussi dans Return Of The King, film d'animation sur le dernier volet du SDA réalisé par Arthur Rankin et Jules Bass en 1980.
Il est un des héros du Mal jouable dans Le Seigneur des anneaux : Le Tiers-Âge sur Game Boy Advance.
Il est également présent dans le jeu vidéo Le Seigneur des anneaux : Gollum.

## Physique et apparence
Dans le livre, la Bouche de Sauron n'est pas bien décrite et on ne connait pas bien son physique. On sait juste que la Bouche de Sauron était vêtu de noir et que son heaume l'était aussi. On sait aussi que le cheval qui porte la Bouche de Sauron est hideux à cause de son masque.
Dans le film, la Bouche de Sauron est un grand homme qui n'a presque plus rien d'humain : son teint est jaunâtre. La Bouche de Sauron est vêtue de noir, et un casque de métal gris couvre la grande majorité de sa tête à part sa bouche, qui est énorme et pourvue d'énormes dents sanguinolentes et jaunes.

## Anecdote
- Dans l'adaptation cinématographique de Peter Jackson, les personnes chargées des effets spéciaux ont retourné la bouche de Bruce Spence (avec son costume, et maquillage de la Bouche de Sauron) de 90° pour la rendre plus effrayante. Finalement, Peter Jackson décréta que pour la rendre plus effrayante, il fallait grossir la bouche.